# Pınarbaşı, Ortaköy
Pınarbaşı là một xã thuộc huyện Ortaköy, tỉnh Aksaray, Thổ Nhĩ Kỳ. Dân số thời điểm năm 2010 là 228 người.